# Agarwal Mandi
Agarwal Mandi è una suddivisione dell'India, classificata come nagar panchayat, di 12.398 abitanti, situata nel distretto di Bagpat, nello stato federato dell'Uttar Pradesh. In base al numero di abitanti la città rientra nella classe IV (da 10.000 a 19.999 persone).

## Geografia fisica
La città è situata a 28° 57' 37 N e 77° 15' 22 E.

## Società

### Evoluzione demografica
Al censimento del 2001 la popolazione di Agarwal Mandi assommava a 12.398 persone, delle quali 6.582 maschi e 5.816 femmine. I bambini di età inferiore o uguale ai sei anni assommavano a 1.836, dei quali 1.002 maschi e 834 femmine. Infine, coloro che erano in grado di saper almeno leggere e scrivere erano 8.531, dei quali 5.150 maschi e 3.381 femmine.